# Grévillers
Grévillers település Franciaországban, Pas-de-Calais megyében. Lakosainak száma 354 fő (2022. január 1.). Grévillers Bihucourt, Ligny-Thilloy, Warlencourt-Eaucourt, Irles, Pys, Achiet-le-Petit, Avesnes-lès-Bapaume, Biefvillers-lès-Bapaume és Achiet-le-Grand községekkel határos. A település közelében található egy első világháborús katonai temető.

## Népesség
A település népességének változása:
| Lakosok száma | 372  | 366  | 375  | 365  | 364  | 360  | 358  | 355  | 354  |
|               | 2013 | 2015 | 2016 | 2017 | 2018 | 2019 | 2020 | 2021 | 2022 |